# Panthera hibridek
A Panthera hibridek olyan keverékek, melyek a Panthera emlősnem fogságban tartott képviselőinek keresztezésével jönnek létre – többnyire olyan helyeken, ahol a két állatot (általában állatkertekben, cirkuszokban, helyszűke miatt) közös ketrecben tartják. Ma a hibrid macskák jelentős része magántulajdonban van. Természetes kereszteződésükre nem ismerünk példát, bár egyesek a rejtélyes marozit az oroszlán és a leopárd természetes fajhibridjének tartják.
Közös jellemzőjük, hogy a hím nagymacska hibridek gyakran sterilek, de a nőstényeknek születhet utódjuk bármely szülő fajtól, sőt időnként más nagymacskáktól is. Az utódok már nem hibridek lesznek, hanem köztes változatok.
A leggyakrabban az oroszlánt (Panthera leo) és a tigrist (Panthera tigris) párosítják. A hibrid nagymacskák többnyire rövidebb ideig élnek, mint szüleik, mert hajlamosabbak a különböző betegségekre; különösen a rák ritkítja őket.
A hibridek neveit a keresztezett állatok angol neveiből kapcsolják össze úgy, hogy mindig a hím állat nevének eleje áll elöl és a nőstény nevének vége hátul. Ekképpen az oroszlán és tigris keveréke a liger vagy tigon – az angol „lion” és „tiger” nevekből.
Ritkábban, de leírtak már leoponokat (leopárd–oroszlán), jagulepeket (jaguár–leopárd), pumapardokat (puma–leopárd) és tigardokat (tigris–leopárd)is. Egy tigris és jaguár-leopárd keverékek nászából született utódokat a ti-lepjag, illetve ti-jagulep szókombinációkkal nevezték el.
|            | Oroszlán♀ (Lion) P. leo | Tigris♀ (Tiger) P. tigris | Jaguár♀ (Jaguar) P. onca | Leopárd♀ (Leopard) P. pardus |
| ---------- | ----------------------- | ------------------------- | ------------------------ | ---------------------------- |
| Oroszlán ♂ | Oroszlán                | Liger                     | Liguar                   | Liard                        |
| Tigris ♂   | Tigon                   | Tigris                    | Tiguar                   | Tigard                       |
| Jaguár ♂   | Jaglion                 | Jager                     | Jaguár                   | Jagulep                      |
| Leopárd ♂  | Leopon                  | Leotig                    | Lapjag                   | Leopárd                      |

## Liger

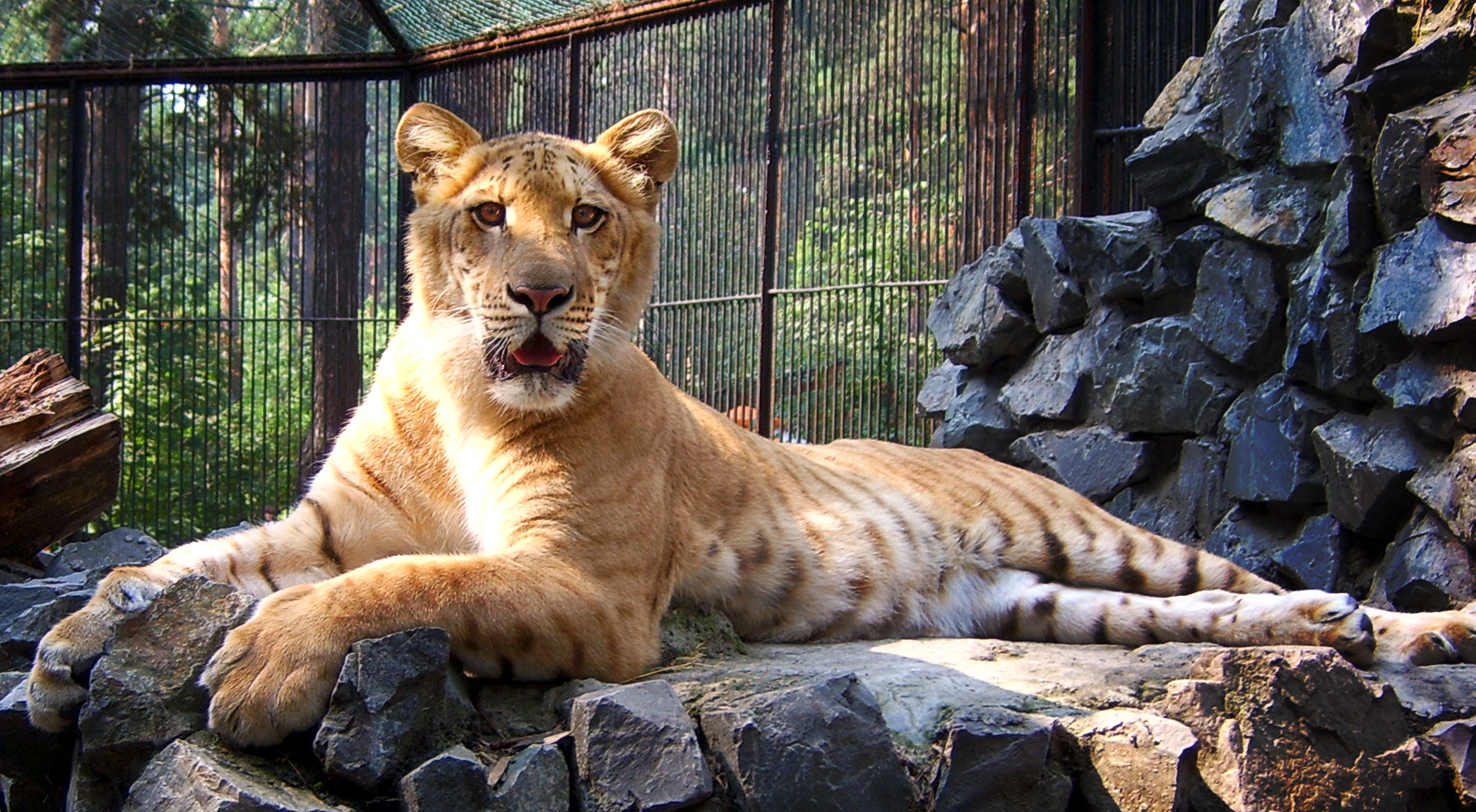
Liger a novoszibirszki állatkertben

A liger (ritkán használt magyar megfelelője: „oroszgris”) apja oroszlán, anyja tigris. Ilyen egyedek a leggyakrabban állatkertekben vagy cirkuszokban születnek. Külsejük inkább az oroszlánéra emlékeztet, halvány tigriscsíkokkal (ritkán pettyekkel). A hím ligereknek néha egy kis sörényük is nő. Szüleiknél jóval nagyobbak, ráadásul hajlamosak az elhízásra. A liger a legnagyobb nagymacska: 3–3,6 méter hosszú, tömege akár egy szibériai tigrisének a kétszeresét is elérheti. Alig egy tucat él szerte a világon.
A tigrisektől örökölt tulajdonságként általában szereti a vizet.
2005 óta a novoszibirszki (Oroszország) állatkertben él egy liger. Grömitz állatkertjében három liger is volt, ezek közül az utolsót 2008-ban kellett elaltatni végelgyengülése miatt.
A 20. század végén az egyik leghíresebb hibrid nagymacska a floridai Miamiban, a Jungle Islanden élő, 3,33 méter hosszú, 1,25 méter magas és 418,2 kg-os Hercules volt. A nagyban veszélyeztetett és ritka fajok intézményében született.
A Guinness Rekordok Könyve szerint a legnagyobb liger egy Hobbs nevű példány volt; testtömege elérte a 450 kg-ot.
A legnagyobb bejelentett liger a 19. század végén Bloemfonteinben, Dél-Afrikában élt; testtömege állítólag elérte a 798 kg-ot.
A 2006-ban a győri állatkertbe is érkezett egy liger. A Mounty nevű, oroszlánfejű és tigristestű állat egy olasz cirkuszból érkezett, és a tigrisek között töltötte „nyugdíjas” napjait. 2007-ben rosszindulatú daganatot távolítottak el a hátából és őssejtterápiát alkalmaztak nála, hogy megakadályozzák a rák kiújulását. A kedvező kilátások ellenére Mounty 2008-ban elpusztult.

## Tigon

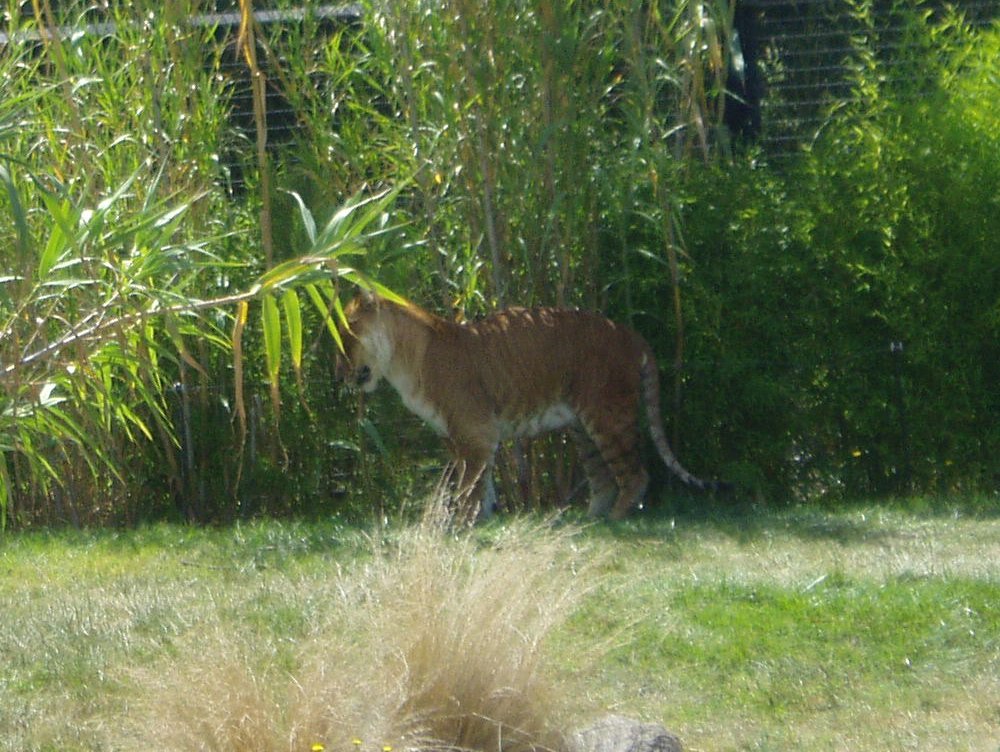
Tigon

A tigon (magyar megfelelője: „tigroszlán”) tigris apától és oroszlán anyától született hibrid. Lényegesen kisebb, mint a liger, mivel ebben az esetben a párzás sokkal körülményesebb. A tigon többnyire nem nagyobb szüleinél. A tigon magzatok halálozási rátája igen magas.
Ausztrália Nemzeti Állatkertjében 2000 karácsonya óta él két tigon: a hím Aster és a nőstény Tangier – ezek egy cirkuszban születtek; apjuk bengáli tigris, anyjuk afrikai oroszlán volt.